# SBB Re 460 sorozat
Az SBB Re 460 sorozat (becenevén Lok 2000) sorozat egy modern, energia-visszatáplálásra alkalmas,  Bo'Bo' tengelyelrendezésű 15 kV 16,7 Hz AC áramrendszerű villamosmozdony-sorozat, a híres SLM mozdonygyár utolsó fejlesztésének eredménye, melyet az SBB-CFF-FFS üzemeltet. 1991-től 1996-ig 119 darab mozdony épült az SBB-nek. Főleg személyszállításra alkalmazzák, elsősorban az emeletes InterCity vonatokhoz, de korábban teherforgalomban is dolgoztak. 2007-től e mozdonyok az Olten-Bern közötti újonnan épített nagysebességű vonalon az ETCS rendszer segítségével 200 km/h sebességgel közlekednek, először a svájci vasutak történetében. Ugyancsak ETCS rendszerrel közlekednek 200 km/h sebességgel a Lötschberg-bázisalagútban, annak 2007 évi megnyitása óta. A karosszériát az olasz Pininfarina tervezte.

## Mozdonyok más vasutaknál
Hasonló, de technikailag eltérő mozdonyokat rendelt még a BLS svájci magánvasút, a VR finn vasút, az NSB norvég vasút, valamint a hongkongi Kowloon-Canton Railway Kínában.

## Nevek
A legtöbb mozdony saját nevet is kapott:
| - Re 460 000 Grauholz - Re 460 001 Lötschberg - Re 460 002 Seeland - Re 460 003 Roger - Re 460 004 — - Re 460 005 Val d’Anniviers - Re 460 006 Lavaux - Re 460 007 Junior - Re 460 008 La Gruyère - Re 460 009 Le jet d´eau - Re 460 010 Löwenberg - Re 460 011 Léman - Re 460 012 Erguël - Re 460 013 Nord Vaudois - Re 460 014 — - Re 460 015 uf u dervo - Re 460 016 Rohrdorferberg Reusstal - Re 460 017 Les Diablerets - Re 460 018 — - Re 460 019 Terre Sainte - Re 460 020 Idée suisse - Re 460 021 — - Re 460 022 Sihl - Re 460 023 Wankdorf - Re 460 024 Doris Leuthard (előtte Rheintal) - Re 460 025 Striegel - Re 460 026 Fricktal - Re 460 027 Joggeli - Re 460 028 Seetal - Re 460 029 Eulach - Re 460 030 Säntis - Re 460 031 Chaumont - Re 460 032 — (előtte Leutschenbach II) - Re 460 033 — - Re 460 034 Aare - Re 460 035 — - Re 460 036 Franches Montagnes - Re 460 037 Sempacher See - Re 460 038 Hauenstein - Re 460 039 Rochers de Naye - Re 460 040 Napf - Re 460 041 Mendrisiotto - Re 460 042 Albis - Re 460 043 Dreispitz - Re 460 044 Zugerland - Re 460 045 Rigi - Re 460 046 Polmengo - Re 460 047 Maderanertal - Re 460 048 Züri Wyland - Re 460 049 Pfannenstiel - Re 460 050 Züspa - Re 460 051 Staffelegg - Re 460 052 Eigenamt - Re 460 053 Suhrental - Re 460 054 Dreiländereck - Re 460 055 Lillehammer - Re 460 056 — (előtte Leutschenbach I) - Re 460 057 Val de Ruz - Re 460 058 La Côte - Re 460 059 La Béroche | - Re 460 060 Val de Travers - Re 460 061 Wiggertal - Re 460 062 Ergolz - Re 460 063 Brunegg - Re 460 064 Mythen - Re 460 065 Rotsee - Re 460 066 Finse - Re 460 067 Hohle Gasse - Re 460 068 Gütsch - Re 460 069 Verkehrshaus - Re 460 070 — - Re 460 071 Mittelland - Re 460 072 Reuss - Re 460 073 Monte Ceneri - Re 460 074 — - Re 460 075 Schafmatt - Re 460 076 Leventina - Re 460 077 Chunnel - Re 460 078 Monte Generoso - Re 460 079 Weissenstein/Morgestraich - Re 460 080 Tre Valli - Re 460 081 Pfänder - Re 460 082 Ceresio - Re 460 083 — - Re 460 084 Helvetia - Re 460 085 Pilatus - Re 460 086 Ägerisee - Re 460 087 Säuliamt - Re 460 088 Limmat - Re 460 089 Freiamt - Re 460 090 Goffersberg - Re 460 091 Werdenberg - Re 460 092 Fridolin - Re 460 093 Rhein - Re 460 094 Rhätia - Re 460 095 Bachtel - Re 460 096 Furttal - Re 460 097 Studenland - Re 460 098 Balsberg - Re 460 099 Bodensee - Re 460 100 Tösstal - Re 460 101 Magic Ticket - Re 460 102 Lägern - Re 460 103 Heitersberg - Re 460 104 Toggenburg - Re 460 105 Fürstenland - Re 460 106 Munot - Re 460 107 Glärnisch - Re 460 108 Engadin - Re 460 109 Alpstein - Re 460 110 Mariaberg - Re 460 111 Kempt - Re 460 112 Thurtal - Re 460 113 Irchel - Re 460 114 Circus Knie - Re 460 115 Heidiland - Re 460 116 Ostschweiz - Re 460 117 Zürichsee - Re 460 118 Gotthard / Gottardo |